# Kočka (České středohoří)
Kočka, též Sovice (německy Katzenberg, Uhustein, Eulenburg), (275 m), je výrazný čedičový skalní suk (nezalesněná skalní vyvýšenina) nacházející se 1,2 km severovýchodně od Litoměřic v katastrálním území obce Žitenice (Ústecký kraj) v Českém středohoří.

## Název
Vrcholek této skály z dálky připomíná ležící kočku či sovu. Odtud pak pochází její oficiální pojmenování pod názvem Kočka (Sovice), které je uvedeno na základní topografické mapě ČR. Tyto dva názvy se v minulosti pravidelně střídaly v různých státních mapových dílech.
Ve vojenské topografické mapě měřítka 1 : 50 000 z roku 1951 je uveden název Sovice, ale v téže mapě z roku 1961 měřítka 1 : 10 000 je uveden název Kočka.
Na státních mapách měřítka 1 : 5000 vydaných v letech 1952, 1959 a 1991 je uveden název Sovice. Na mapách vydaných v letech 1973, 1982, 1986, 1993, 1997 a 2001 je uveden název Kočka.
Vrch je též nazývaný jako Sovický vrch či Kočičí hrad.

## Geomorfologie
Vrch se skálou Kočka patří do podcelku Verneřické středohoří v rámci geomorfologického celku České středohoří. Původní tvar vrcholové skály byl zcela odlišný, její nynější podoba je výsledkem posledního odstřelu ve zdejším lomu v roce 1901.

## Geologie a mineralogie

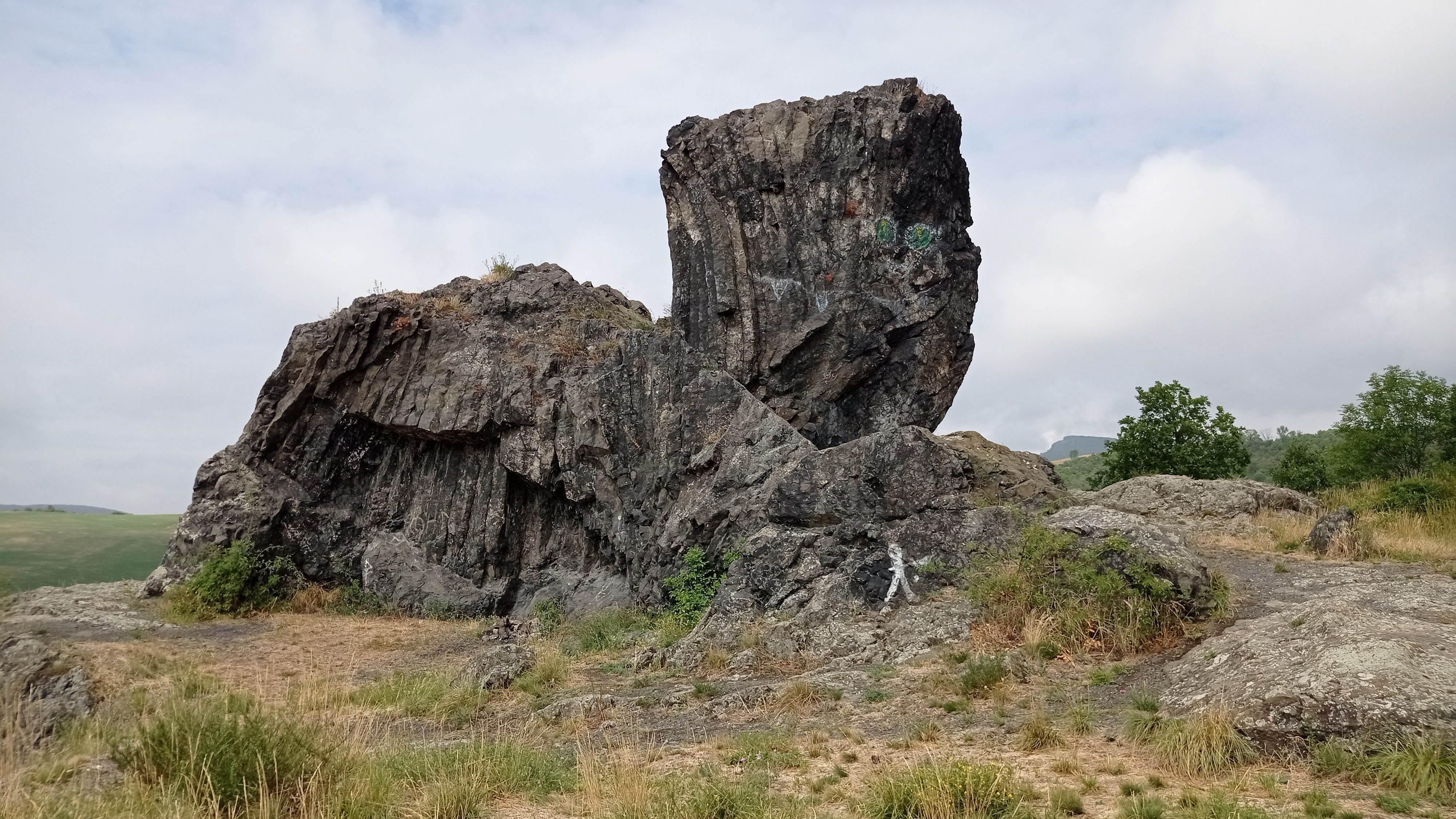
Skalisko Kočka

Z geologického hlediska byl skalní suk Kočka vytvořen třetihorními intruzemi čedičového složení do okolních svrchnokřídových slínovců až prachovitých slínovců středního turonu. Čedič, vyznačující se sloupcovou odlučností, je místy brekciovaný a obsahuje kontaktně metamorfované šedozelené xenolity křídových sedimentů.
V dutinách čediče se vyskytují minerály ze skupiny zeolitů: analcim, natrolit, thomsonit, heulandit, phillipsit, apofylit, chabazit. Spolu s nimi zde byly nalezeny také karbonáty kalcit a aragonit, vzácněji ve formě povlaků také pyrit či hyalit. Jako doprovodný minerál zeolitů se zde vyskytuje sanidin ze skupiny alkalických živců.Ten zde tvoří perimorfózy po krystalech kalcitu nebo drůzové povlaky na phillipsitu a kalcitu.
V minulosti se na vrchu Kočka těžil čedič na štěrk, celé návrší je tedy mírně narušeno předchozí těžbou kamene.

## Dostupnost
Od litoměřického horního nádraží na železniční trati 087 vede do Žitenic přes vrch Mostka a kolem Kočky modře značená turistická cesta. Po této cestě je odbočka na vrchol Kočky od uvedeného nádraží vzdálena asi dva kilometry. Z Litoměřic do Žitenic existuje též spojení místními autobusovými linkami. Od silnice Litoměřice–Žitenice je vrch Kočka vzdálen asi 500 m. Z vrcholku skály je pěkný kruhový rozhled, včetně výhledu na blízké město Litoměřice a jeho okolí.

## Galerie

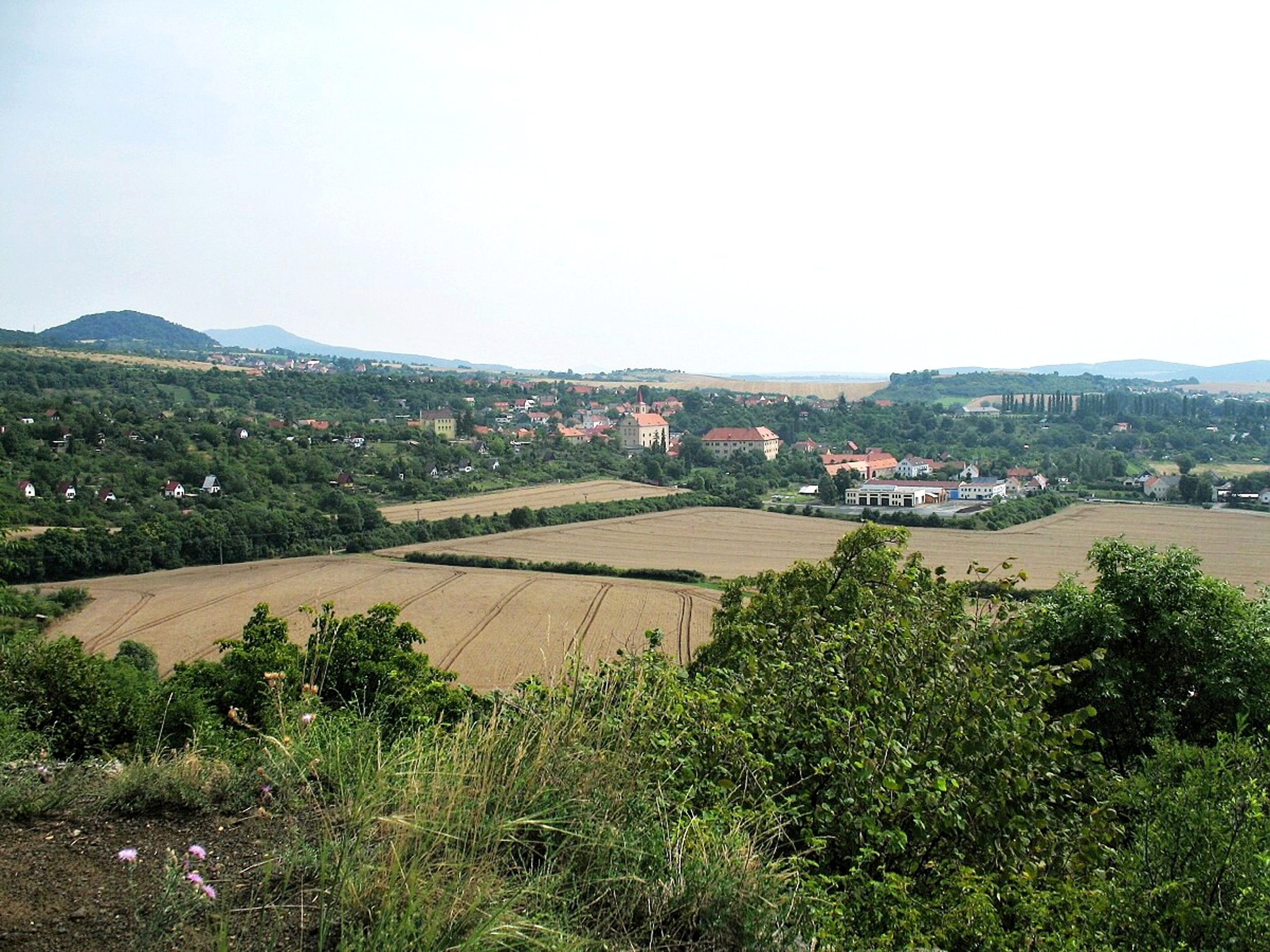
Výhled z Kočky na Žitenice, vlevo v pozadí Sedlo
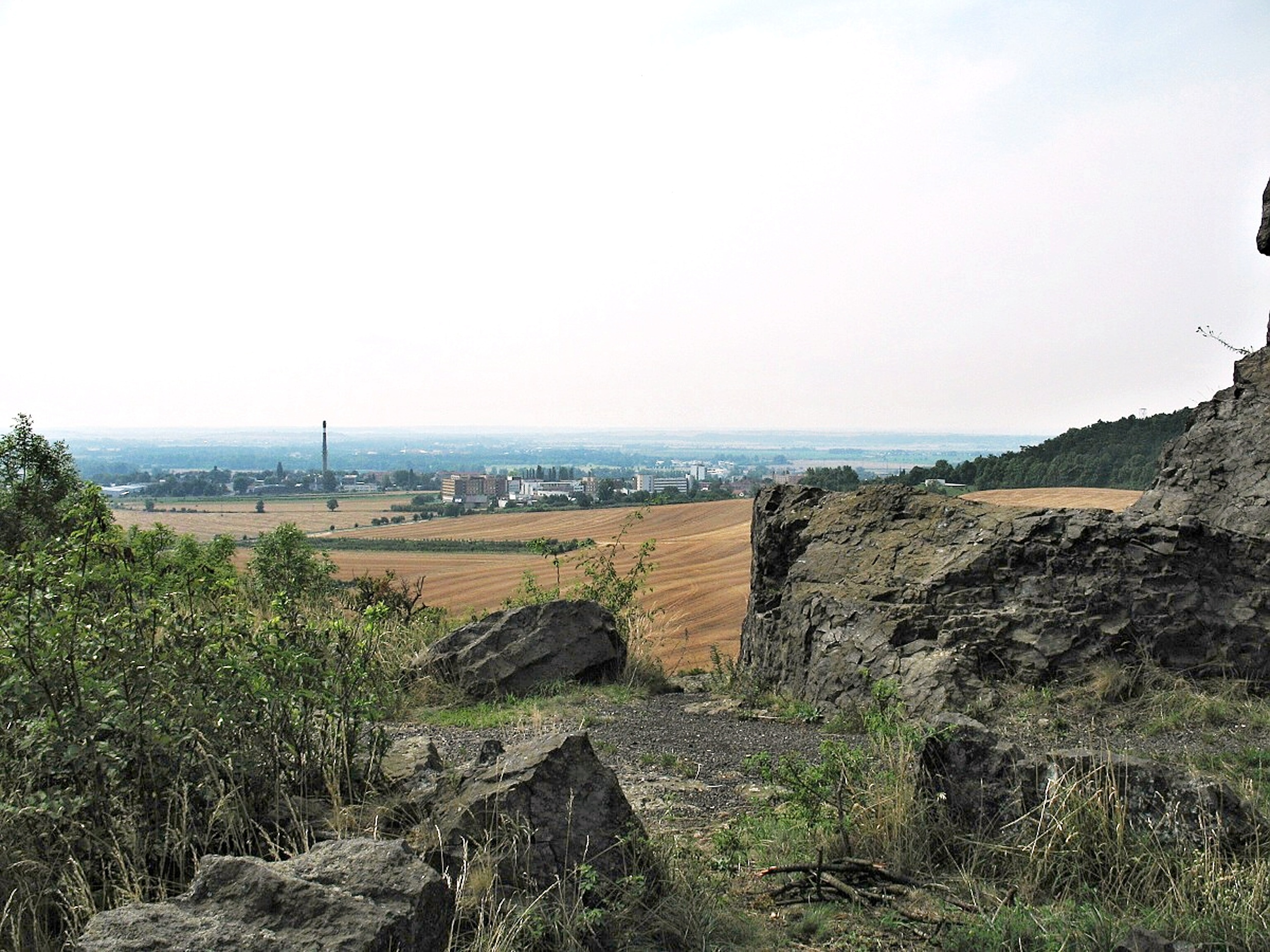
Pohled na jihozápad směrem k Litoměřicím
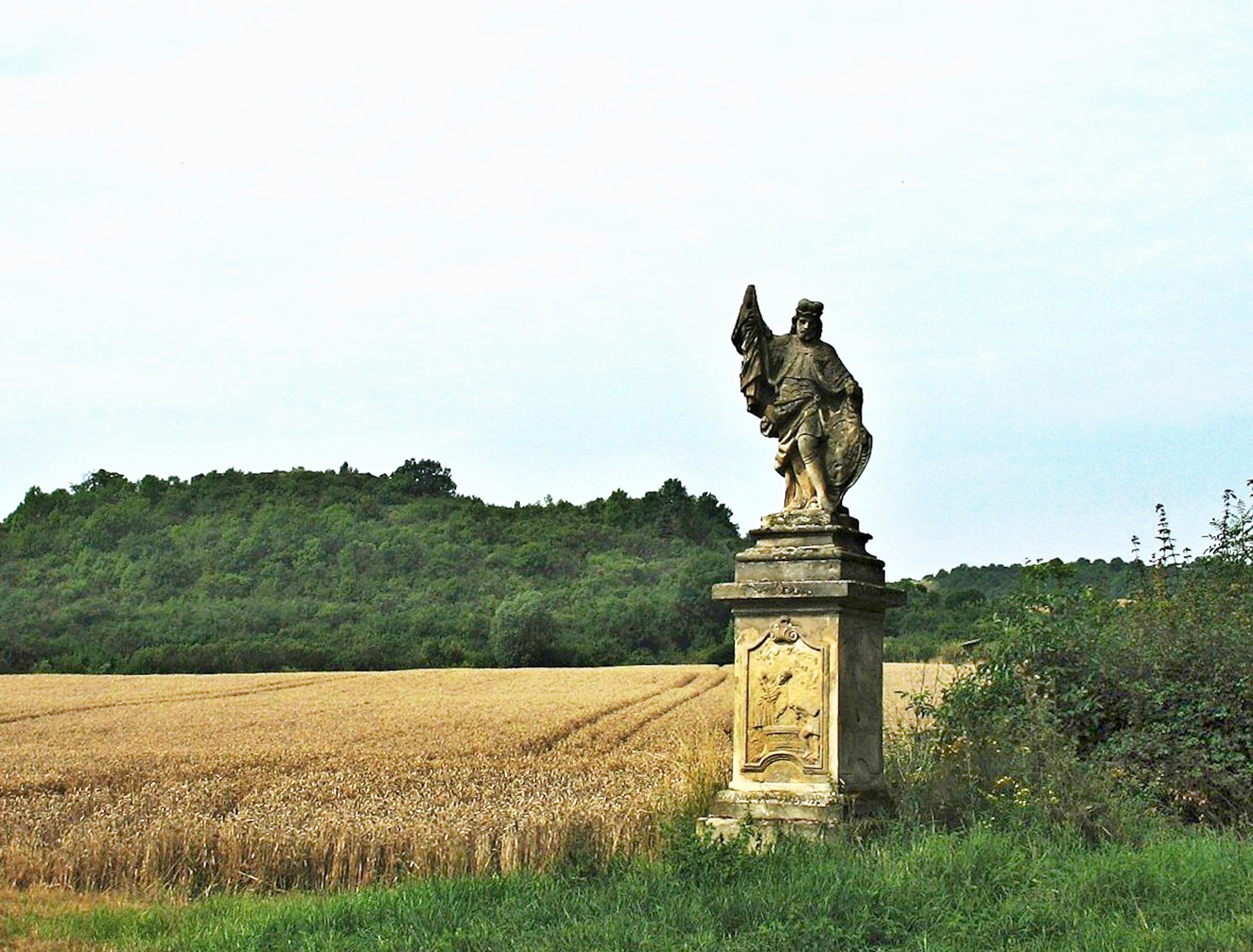
Socha sv. Václava u cesty ke Kočce
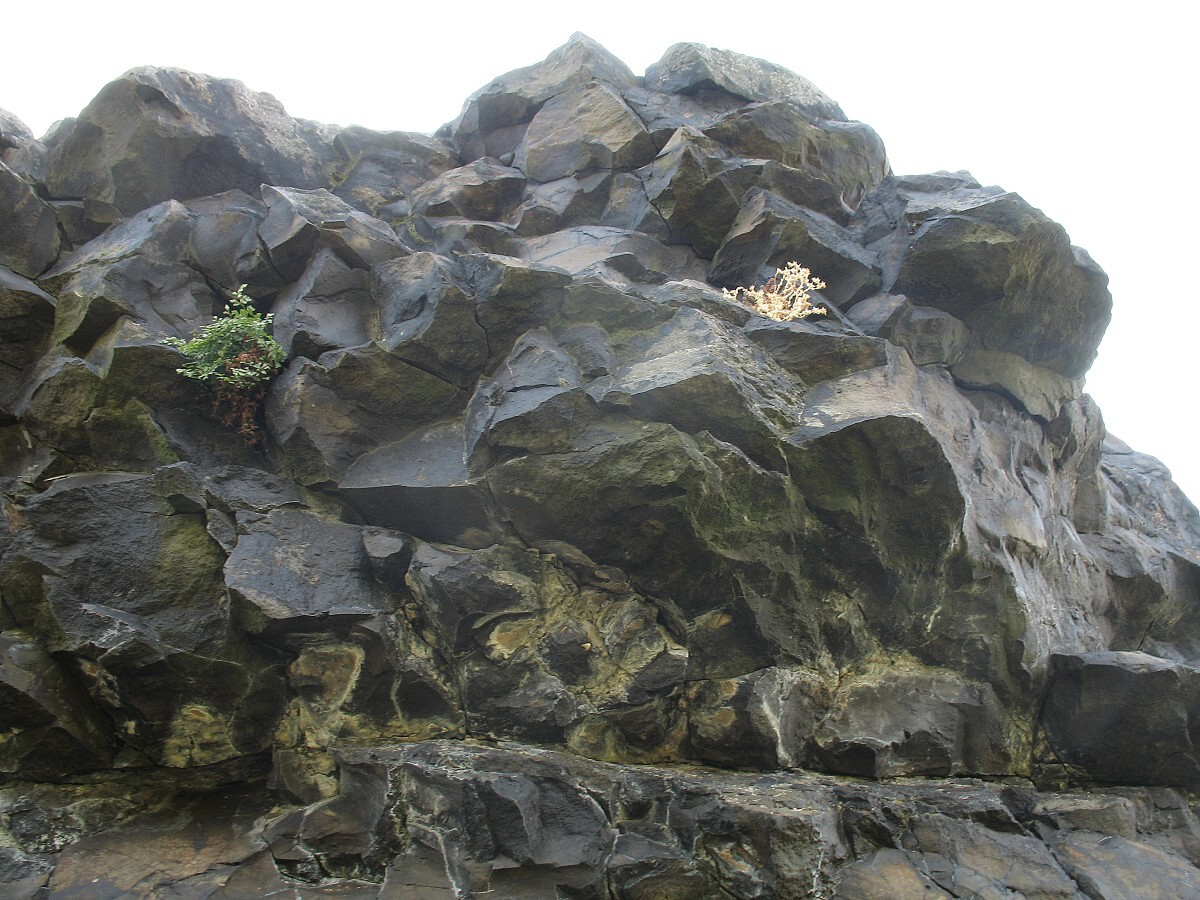
Čedičové skály na vrcholu
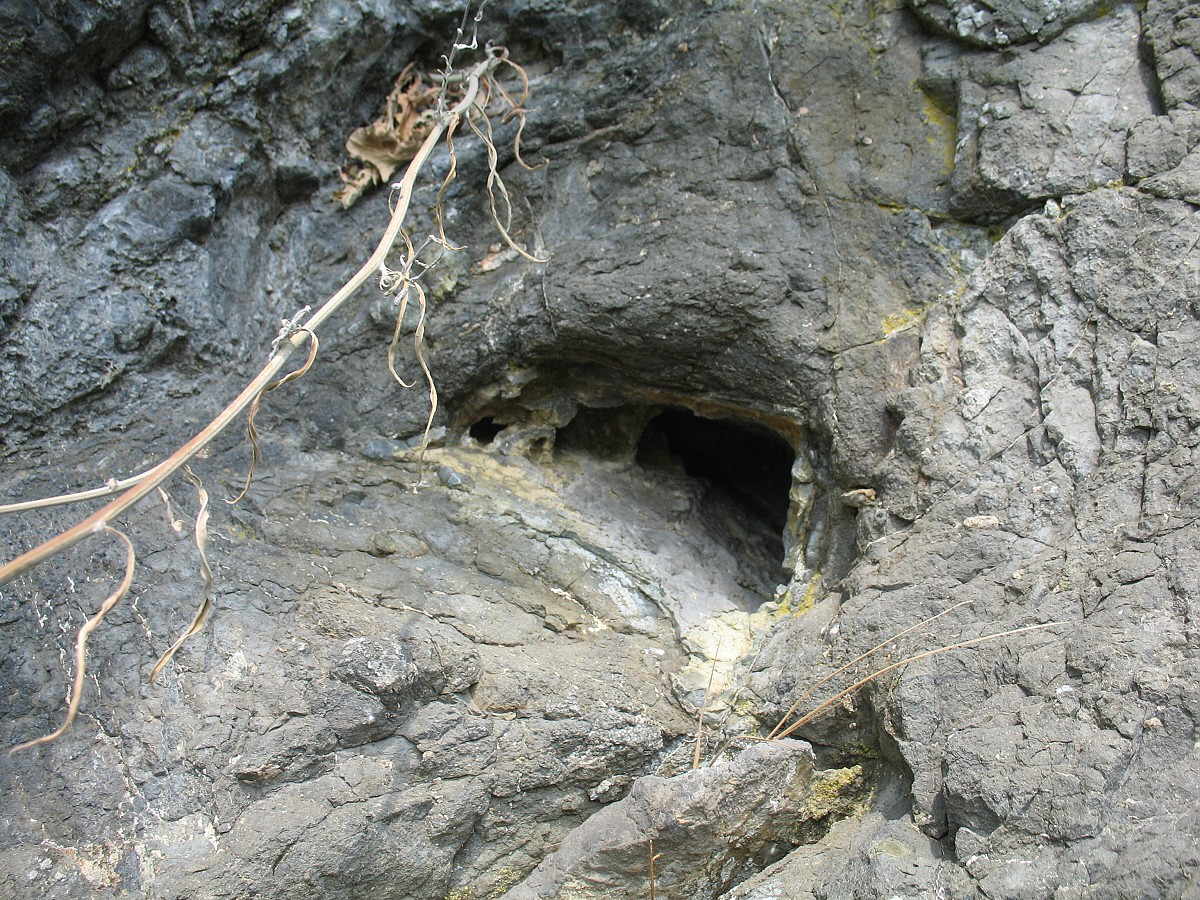
Dutina v magmatických horninách